# Jia Qinglin
Jia Qinglin, född i mars 1940, är en kinesisk kommunistisk politiker på nationell nivå. Han var ordförande i det Kinesiska folkets politiskt rådgivande konferens 2003-13 och ledamot i Politbyråns ständiga utskott 2002-12.
Han gick med i kommunistpartiet 1959 och avslutade sin ingenjörsutbildning vid ett institut i Shijiazhuang 1962. Innan han befordrades inom partiet arbetade han länge som ingenjör i olika delar av landet.
Jia Qinglin anses tillhöra den förre partiledare Jiang Zemins grupp av skyddslingar. Åren 1990-1994 var han guvernör över Fujian-provinsen och 1993-1996 var han partisekreterare i samma provins. Trots att både Jia och hans fru Lin Youfang drogs in i en korruptionshärva i Fujian, befordrades han till borgmästare i Peking 1996 och valdes in i Politbyråns ständiga utskott 2002, något som han anses ha sina kontakter med Jiang Zemin att tacka för.